# Marc Montané
Pour les articles homonymes, voir Montané.
Marc Montané est un homme politique français né le 2 juin 1829 à Grenade (Haute-Garonne) et décédé le 26 décembre 1915 à Grenade.
Conseiller général, il est député républicain de la Haute-Garonne de 1878 à 1885. Il dirige la caisse d'épargne de Toulouse et devient membre du conseil des directeurs de caisses d'épargne.

## Sources
- Base Sycomore

- « Marc Montané », dans Adolphe Robert et Gaston Cougny, Dictionnaire des parlementaires français, Edgar Bourloton, 1889-1891 [détail de l’édition]
- « Marc Montané », dans le Dictionnaire des parlementaires français (1889-1940), sous la direction de Jean Jolly, PUF, 1960 [détail de l’édition]